# Umiditate

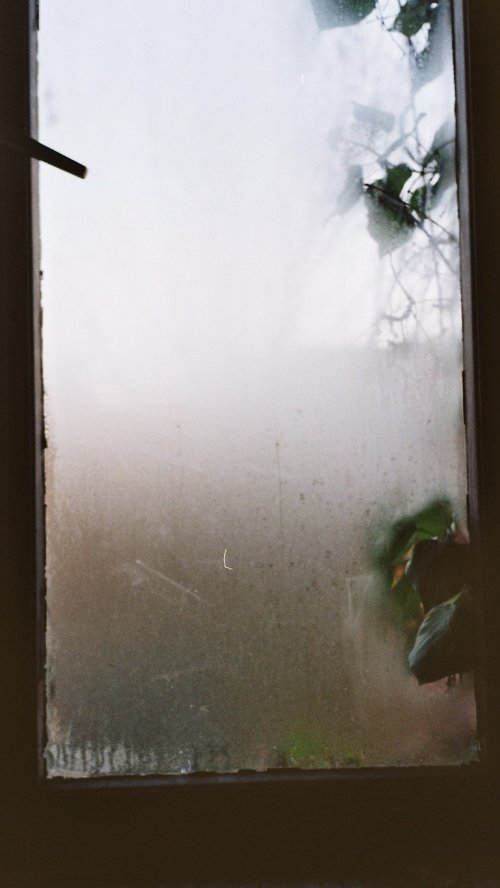
Condensul este dovadă indirectă de existență a unei umidități ridicate.

Umiditatea este cantitatea de vapori de apă conținută într-un eșantion de aer. Există trei moduri de a exprima umiditatea: umiditatea absolută, umiditatea relativă și umiditatea specifică.
Umiditatea absolută este cantitatea de vapori de apă (în grame) conținută intr-un volum de aer egal cu unitatea.
Umiditatea relativă (abreviat RH) este raportul dintre cantitatea de umezeală conținută în aer  raportată la cantitatea maximă care poate fi conținută în aceeași cantitate de aer în teorie. Umiditatea relativă depinde de temperatură și presiune. 

## Măsurarea umidității
Există diverse dispozitive folosite pentru măsurarea umidității.
Higrometrul este un instrument pentru măsurarea umidității aerului. Principiul de funcționare a higrometrului se bazează pe modificarea lungimii unui fir de păr în funcție de umiditate.
Psihrometrul este un dispozitiv folosit în meteorologie pentru a masura conținutul de vapori de apă din aer. Psihrometrul este alcătuit din două termometre: un termometru uscat și altul umed, prevăzut cu un ventilator. În functie de diferența de temperatură dintre cele două termometre și de presiunea atmosferică, umiditatea se determină cu ajutorul diagramelor sau a tabelelor psihrometrice.

## Condensul în locuințe
Condensul apare într-o locuință ca urmare a umidității prea mari din aerul interior.
Factorii principali care influențează apariția condensului sunt:
- temperatura aerului interior;
- temperatura pereților;
- cantitatea de vapori din aer.

Fenomenul de condens apare în locuință în special iarna, deoarece temperatura pereților este mică, iar cantitatea de vapori din aer este mare.
Cantitatea de vapori de apă ce poate fi reținută în aer este în funcție de temperatura acestuia.
Cu cât temperatura aerului este mai mică, cu atât acesta poate reține o cantitate mai mică de vapori de apă.
Surplusul de vapori care nu se poate absorbi și reține în aerul locuinței se depune pe elementele interioare mai reci, sub formă de picături numite condens.

## Imagini

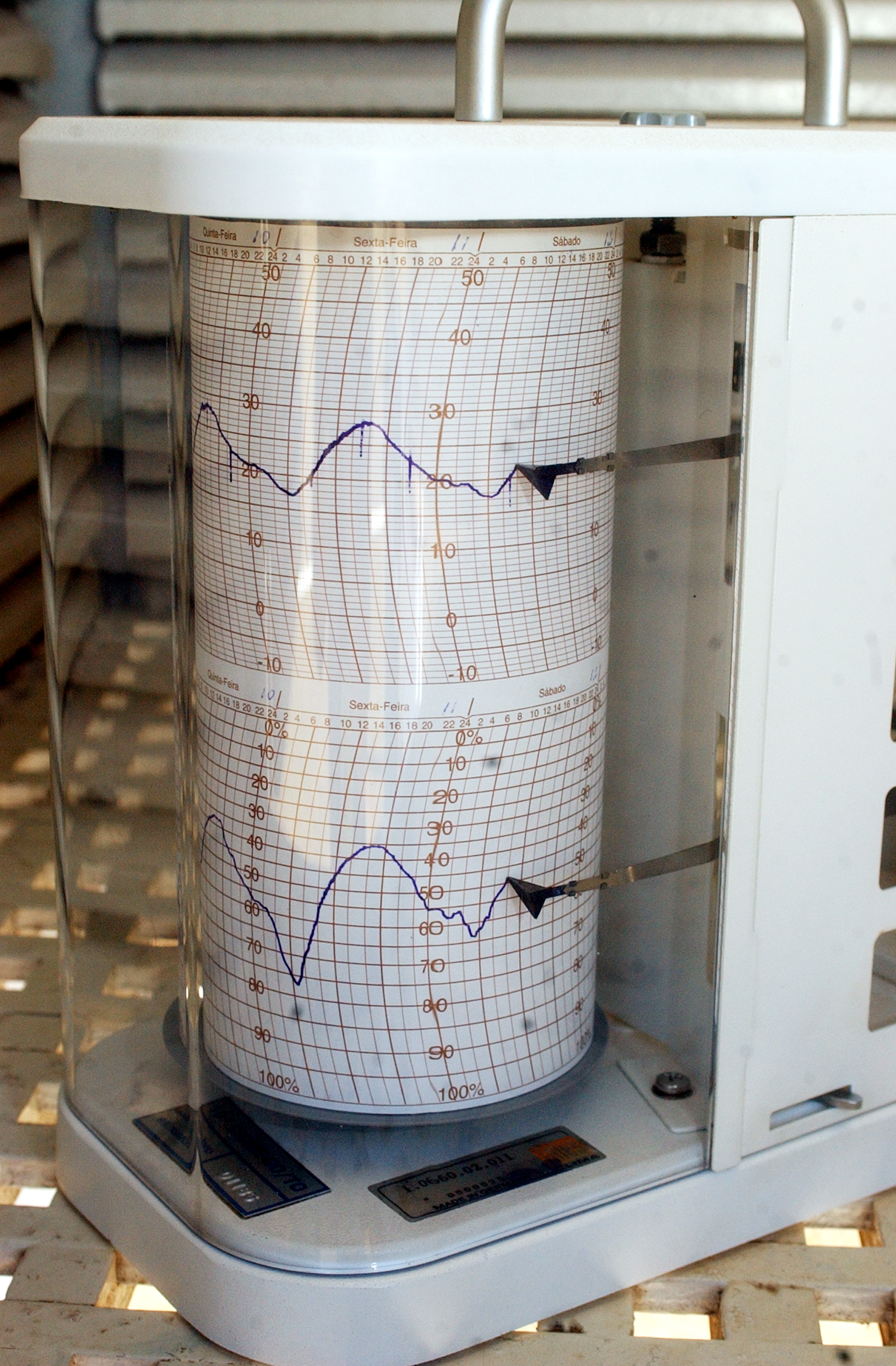
Higrometru
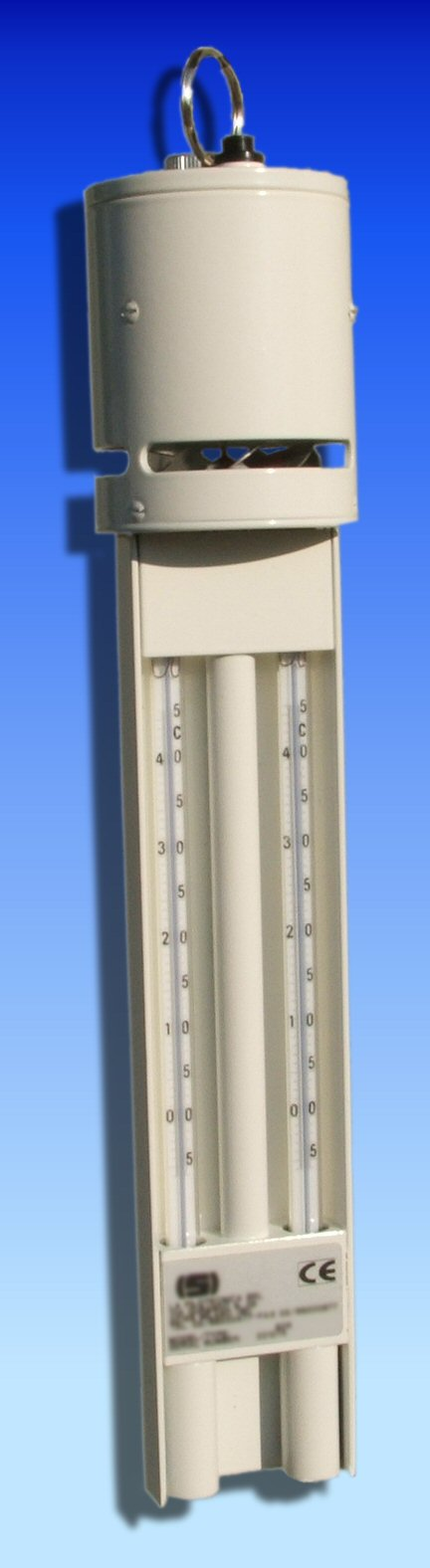
Psihrometru